# Arzobispo de Santiago de Chile
Arzobispo de Santiago de Chile (en latín: Archiepiscopus Sancti Iacobi en Chile) es un título de la Iglesia católica que ha sido otorgado desde el 21 de mayo de 1840 al prelado que preside la Arquidiócesis de Santiago de Chile, la capital del país homónimo.
El 27 de diciembre de 2019, el papa Francisco nombró arzobispo de Santiago de Chile a Celestino Aós Braco, OFM. Cap., quien asumió el cargo el 11 de enero de 2020.
Los arzobispo eméritos son: Francisco Javier Errázuriz Ossa y Ricardo Ezzati Adrello.

## Historia

### Diócesis
El 27 de junio de 1561, el papa Pío IV, mediante la bula pontificia Super specula, erigió la diócesis de Santiago de Chile (Diœcesis Sancti Iacobi en Chile) como un desprendimiento de la entonces diócesis de La Plata (o Charcas) y de la arquidiócesis de Lima.
El primer obispo de la capital chilena fue Rodrigo González Marmolejo, quien fue elegido al mismo tiempo; tomó posesión de ella el 18 de julio de 1563, por tres procuradores, aunque sin consagrarse, hasta que en septiembre de 1564, falleció.

### Arquidiócesis
El 21 de mayo de 1840, el papa Gregorio XVI, mediante la bula pontificia Beneficentissimo divinae providenciae consilio, erigió la diócesis de Santiago de Chile como arquidiócesis de Santiago de Chile. Así, Manuel Vicuña Larraín, quien se desempeñaba como obispo de la capital chilena, pasó automáticamente a ser el primer arzobispo.
Por derecho propio, el arzobispo de Santiago es también gran canciller de la Pontificia Universidad Católica de Chile, desde su creación en 1888.

## Actualidad
El 25 de octubre de 2023, tras conocerse el nombramiento de monseñor Fernando Chomalí como nuevo arzobispo de Santiago por parte del papa Francisco, monseñor Celestino Aós quedó como Administrador Apostólico Sede Vacante hasta que asuma monseñor Chomalí el 16 de diciembre de 2023.